# Albert Barella i Miró
Albert Barella i Miró (Barcelona, 3 de maig de 1918 — 29 de març de 2001) fou un enginyer tèxtil català. El 1943 es llicencià a l'Escola d'Enginyers de Terrassa com a tècnic industrial tèxtil i des del 1955 fou cap del departament tèxtil del CSIC. El 1967 va obtenir el títol d'enginyer industrial.
El 1972 esdevingué numerari de l'Acadèmia de Ciències i Arts de Barcelona i rebé la medalla del Textile Institute de Manchester. El 1974 esdevingué numerari del Consell Superior d'Investigacions Científiques i el 1979 membre del consell editorial del "Journal of the Textile Institute" i de la Societat Catalana de Geografia (degut al fet de ser col·leccionista de mapes de Catalunya).
El 1978 va rebre la medalla de l'Institut Textile de France, el 1979 la Warner Memorial i el 1983 la Medalla Narcís Monturiol. El 1995 va rebre la Medalla al treball President Macià de la Generalitat de Catalunya i el 1997 fou nomenat Doctor Honoris Causa de la Universitat de Lodz (Polònia). Ha publicat nombrosos treballs sobre la qualitat dels fils i recerca tèxtil i treballs de recerca cartogràfica a Treballs de la Societat Catalana de Geografia

## Obres
- Algunas aplicaciones electrónicas al control de fabricación en la industria textil (1972)
- La Cartografía antigua de Catalunya y sus artífices (1977)
- Els tèxtils a les Sagrades Escriptures (1995)